# Кикин, Иннокентий Арсеньевич
Иннокентий Арсеньевич Кикин (1878—1937) — священник Русской православной церкви, священномученик, новосибирский новомученик.

## Биография

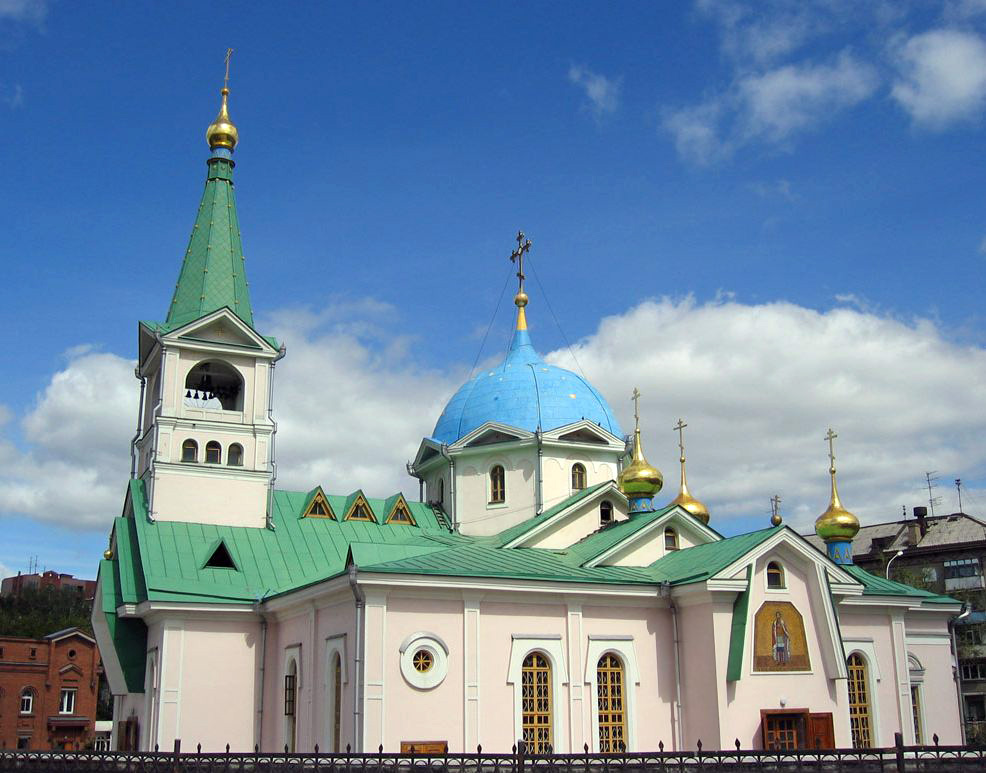
Вознесенский кафедральный собор

Родился в семье иерея, а затем протоиерея Арсения Ивановича Кикина (1851 г. р.). Дед Иннокентия Кикина также был священником. Старший брат отца Иннокентия — Пётр — тоже стал священником. Сестра — Евфросиния, в замужестве Бычкова. В 1899 году Иннокентий окончил Томскую духовную семинарию по высшему разряду. С 18 августа 1900 года служил псаломщиком, а с 3 декабря 1902 был назначен учителем подготовительных классов Томского духовного училища. В 1908 году приехал в село Нижне-Каменское Барнаульского уезда (сейчас — Ордынский район Новосибирской области) в качестве учителя, открыл здесь церковно-приходскую школу. Под его руководством в селе был построен храм святителя Николая, а 21 сентября 1910 года Иннокентий Кикин был рукоположён во священника и назначен настоятелем Свято-Никольского молитвенного дома села Нижне-Каменского Барнаульского уезда 16-го благочиннического округа, где прослужил до своего ареста в 28 июля 1937 года. В августе 1919 года, как свидетельствуют потомки прихожан Нижне-Каменской церкви, отец Иннокентий сумел убедить начальника колчаковского отряда Конокотина не проводить в селе карательную акцию.
Отец Иннокентий овдовел очень рано, в начале же 1920-х годов умерли его двое детей. В 1922 году резолюцией епископа Новониколаевского Софрония священник Иннокентий Кикин был награждён камилавкой. С отцом Николаем Ермоловым дружил с 1924 года, они оба сохранили верность тихоновской иерархии и призывали паству не поддерживать обновленческий раскол.
В 1922 и 1929 году подвергался кратковременным арестам, причём в 1929 году его предполагалось выслать в трудовую колонию, однако в обоих случаях он возвращался к своему священническому служению.
Священник Иннокентий был арестован 28 июля 1937 года. Сначала был заключён в камеру предварительного заключения при Ордынском отделении милиции, а потом переведён в тюрьму в городе Новосибирске. Проходил как обвиняемый по статье 58-10-8-11 Уголовного кодекса РСФСР якобы за активную контрреволюционную работу, группируя вокруг себя недовольные и кулацкие элементы. В результате, как и отца Николая Ермолова, отца Иннокентия объявили членом «контрреволюционной повстанческой организации». 1 октября 1937 года тройка управления НКВД по Западно-Сибирскому краю приговорила Николая Ермолова и Иннокентия Кикина к расстрелу с конфискацией имущества. Были расстреляны 26 октября 1937 года в Новосибирске и погребены в общей безвестной могиле.
Постановлением президиума Новосибирского областного суда от 2 августа 1958 года постановление тройки НКВД от 1 октября 1937 года было отменено и дело в отношении протоиерея Николая Ермолова и священника Иннокентия Кикина прекращено за отсутствием состава преступления.
24 апреля 2002 года определением Святейшего патриарха и Священного синода Русской православной церкви протоиерей Николай Ермолов и священник Иннокентий Кикин были причислены к лику святых новомучеников и исповедников Российских. Торжественное прославление святых состоялось за Всенощным бдением в кафедральном Вознесенском соборе Новосибирска 23 мая 2002 года с участием Патриарха Московского и всея Руси Алексия II.
Автором тропаря священномученикам новосибирским Николаю и Иннокентию стал священник Александр Матрук.